# Quettreville-sur-Sienne (comuna delegada)
Quettreville-sur-Sienne era una comuna francesa situada en el departamento de Mancha, de la región de Normandía, que el 1 de enero de 2016 pasó a ser una comuna delegada de la comuna nueva de Quettreville-sur-Sienne al fusionarse con la comuna de Hyenville.

## Demografía antes de fusión
| Gráfica de evolución demográfica de Quettreville-sur-Sienne entre 1800 y 2013 |
|                                                                               |

Los datos demográficos contemplados en este gráfico de la comuna de Quettreville-sur-Sienne se han cogido de 1800 a 1999 de la página francesa EHESS/Cassini, y los demás datos de la página del INSEE.